# Apatophysis laosensis
Apatophysis laosensis är en skalbaggsart som beskrevs av J. Linsley Gressitt och Yves Rondon 1970. Apatophysis laosensis ingår i släktet Apatophysis och familjen långhorningar.
Artens utbredningsområde är Laos. Inga underarter finns listade i Catalogue of Life.